# ルイージ・ミニキーニ
ルイージ・ミニキーニ(イタリア語: Luigi Minichini、1783年3月18日 - 1861年1月20日)は、イタリアのイタリア統一運動時代の聖職者、革命家、愛国者である。イタリア統一運動の初期にあたるナポリ革命の初期で主導的な役割を果たした。

## 生涯
1783年3月18日、ミニキーニはナポリ王国のノーラの街に生まれる。1798年には地元の神学校に入学し、その後コンベンツァル聖フランシスコ修道会に入会した。しかし1818年には若い修道士を毒殺した疑いがかけられ、サン・ジョヴァンニ・イン・ガルドの修道院を出る事を余儀なくされた。それ以降はキリスト教から一定の距離を置くようになる。
カルボナリに入会後は立憲に傾倒し始め、1820年7月1日には両シチリア王国軍騎兵部隊を率いてノーラで蜂起を起こした。ミケーレ・モレッリやジュゼッペ・シルヴァティといったカルボナリの有力者、グリエルモ・ペペなどの有力将校の協力を受けたミニキーニの蜂起は大規模なものとなり、7月5日にはナポリ郊外のサレルノに到達してフェルディナンド1世を脅かして立憲を約束させること、革命政府を樹立することに成功した。
革命政府内ではミニキーニは民衆からの支持を受ける事が重要と考えていたが、一方でブルジョワとの協力が欠かせないと考えていたモレッリなどと意見が対立。モレッリらが主導権を握ったためナポリを離れてシチリア革命政府との調停や、サルデーニャ王国やロンバルド＝ヴェネト王国に点在するカルボナリとの協力関係の構築に尽力するも、いずれも失敗した。
その後オーストリア帝国によりナポリ革命政府は打倒されるがミニキーニはナポリを離れていたため蜂起の主導者でありながら逮捕・処刑を免れた。追われる身となったミニキーニはスペイン、次いでイギリスに亡命してプロテスタントに改宗すると、1825年にはアメリカ合衆国に渡って、その後イタリア統一運動に一切のかかわりを持たなかった。
1861年1月20日、ミニキーニは新聞を通じてイタリア統一が果たされた事を知った一年後にフィラデルフィアで死去した。